# Sysowa (obwód pskowski)
Sysowa (ros. Сысова) – wieś (ros. деревня, trb. dieriewnia) w zachodniej Rosji, w osiedlu wiejskim Polistowskoje rejonu bieżanickiego w obwodzie pskowskim.

## Geografia
Miejscowość położona jest 9 km od centrum administracyjnego osiedla wiejskiego (Krasnyj Łucz), 21 km od centrum administracyjnego rejonu (Bieżanice), 143 km od stolicy obwodu (Psków).

## Demografia
W 2020 r. miejscowość zamieszkiwało 15 osób.